# Райнхарт, Пол
Пол Джерард Райнхарт (англ. Paul Gerard Reinhart; род. 8 января 1960, Китченер, Канада) — канадский хоккеист, защитник.

## Игровая карьера

### Клубная карьера
Выбран на драфте НХЛ 1979 года под общим 12-м номером клубом «Атланта Флеймз». С 1979 по 1990 год сыграл 11 сезонов в НХЛ за «Калгари Флэймз» и «Ванкувер Кэнакс».

В чемпионатах НХЛ 648 (игр) 133+426, +26 (+/-).

В Кубке Стэнли 83 (игры) 23+54 - 24 (+/-).

Финалист Кубка Стэнли 1986. Участник Матчей всех звёзд НХЛ 1985 и 1989.

### В сборной
Финалист Кубка Канады 1981 (2 матча). Участник чемпионатов мира 1982 и 1983 (13 матчей , 3 гола).

## Семья
Три сына Пола Райнхарта — Гриффин, Макс и Сэм — профессиональные хоккеисты.